# Relaciones India-Paraguay
Las relaciones India–Paraguay son las relaciones diplomáticas, políticas, y comerciales entre la República de la India y la República del Paraguay.

## Historia
Las relaciones diplomáticas entre la India y el Paraguay se establecieron el 13 de septiembre de 1961. Paraguay abrió su embajada en la India en marzo de 2006. La embajada está acreditada conjuntamente en Sri Lanka. Paraguay también mantiene consulados honorarios en Chennai, Kolkata y Mumbai. La India está representada en Paraguay a través de su embajada en Buenos Aires, Argentina, y un Consulado Honorario en Asunción.
En mayo de 2012, Fernando Lugo se convirtió en el primer presidente paraguayo en visitar la India. Fue acompañado por los Ministros de Relaciones Exteriores, Agricultura y Ganadería y Comercio, y otros altos funcionarios gubernamentales.
Paraguay apoyó la candidatura de la India para la elección del Consejo de Derechos Humanos de la ONU para el período 2015-17.

## Acuerdos bilaterales
Un acuerdo entre la India y el Paraguay otorga privilegios de viaje sin visados a los titulares de pasaportes diplomáticos y oficiales desde 1996.

## Relaciones económicas
El comercio bilateral entre la India y el Paraguay sumó US $ 212 millones en 2015, registrando un crecimiento de 27% con respecto al año anterior. India exportó bienes por valor de 145 millones de dólares a Paraguay e importó productos por valor de 67 millones de dólares. Los principales productos exportados de la India a Paraguay son productos químicos orgánicos, vehículos, autopartes, cosméticos, maquinaria, productos farmacéuticos, plásticos, dispositivos de sonido e imagen, aluminio y productos de caucho. Los principales productos exportados desde Paraguay a la India son el aceite de soja (94% de las importaciones), el aceite de girasol, el cuero y la madera.
Los ciudadanos del Paraguay son elegibles para becas bajo el Programa de Cooperación Técnica y Económica de la India. Muchos diplomáticos paraguayos han recibido capacitación en el Instituto de Servicio Exterior de la India.

## Diáspora india en Paraguay
Hasta diciembre de 2016, alrededor de 600 indios, 200 de los cuales son ciudadanos indios, residen en Paraguay, principalmente en la ciudad de Ciudad del Este en el sureste de Paraguay. La comunidad es mayoritariamente de origen Gujarati y Sindhi. Se dedican principalmente al comercio, mayoristas y minoristas.